# Qing-dynastiet
 Der er for få eller ingen kildehenvisninger i denne artikel, hvilket er et problem. Du kan hjælpe ved at angive troværdige kilder til de påstande, som fremføres i artiklen.

Qing-dynastiet (kaldes også manchu-dynastiet) var et kinesisk dynasti, der regerede fra 1644 til 1912. Qing-dynastiet overtog magten efter Ming-dynastiet, der brød sammen efter oprør og angreb fra manchuerne. Qingdynastiet blev det sidste kinesiske dynasti. Dets kejsere regerede i Beijing fra 1644 til 1912, da den sidste kejser trådte tilbage, og den nye kinesiske republik blev skabt som en konsekvens af Xinhai-revolutionen i 1911.

## Oversigt
Qingdynastiet blev ikke grundlagt af de egentlige kinesere eller han-folket, som udgør langt hovedparten af indbyggerne i Kina, men derimod af manchuerne, et nomadefolk fra Manchuriet. De udnyttede den politiske uro og de folkelige oprør, som plagede Ming-dynastiet og erobrede landets hovedstad, Beijing, i 1644. Dynastiet varede, indtil kejserdømmet faldt som følge af Xinhai-revolutionen i 1911.
De 268 år under Qingdynastiet bød på store sejre, ydmygende nederlag og dybtgående ændringer i alle dele af samfundet. Nutidens Kina er på mange måder resultatet af erfaringerne fra dengang. Qingkejsernes magtovertagelse blev ledsaget af en udvidelse af landområdet, og Kinas nuværende grænser afspejler i store træk de succesrige, militære ekspeditioner under Qingdynastiet. Indlemmelsen af nye lande og folkeslag krævede omhyggeligt arbejde, men manchuernes erfaringer som nomadefolk og deres villighed til at anvende forskellige væremåder overfor forskellige grupper som f.eks. mongoler og tibetanere gjorde styret meget smidigt. Grundlaget for den store befolkningstilvækst blev formentlig lagt i den stabile periode under de første 200 års Qingstyre, hvor landet nød godt af økonomisk fremgang, indvinding af nyt land til opdyrkning og udbredelsen af nye afgrøder, som kan vokse i dårlig jord.
Der blev skabt mange store værker inden for kunst og litteratur i perioden, og særligt kejser Qianlong satte omfattende projekter i gang for at bevare vigtige tekster fra landets historie. Romangenren blev læst i brede kredse, og Kinas måske mest berømte roman, "Drømmen om det røde værelse", blev skrevet midt i det 18. århundrede. Taipingoprøret midt i det 19. århundrede var det første, alvorlige udslag af den anti-manchustemning, som truede Qingdynastiets stabilitet, og som skulle vise sig mange gange i resten af perioden. Men de forfærdende tab under oprøret (man regner med, at der døde omkring 30 millioner mennesker frem til nedkæmpelsen af oprøret i 1864) og den fuldstændige ødelæggelse af et stort område i den sydlige del af landet, blev overskygget af en anden, alvorlig konflikt, nemlig den 2. opiumskrig (1843-1860), hvor England med våbenmagt gennemtvang, at Kina skulle åbnes for handel med opium. Skønt krigen ikke var nær så blodig som oprøret, viste den, at den ydre verden og dens teknologi var langt forud for den svækkede og usikre Qingstat.
I det meste af perioden fra 1861 til 1908 var Enkekejserinde Cixi de facto leder af Qing-dynastiet.
Qingdynastiets sammenbrud i 1912 afsluttede mere end 2000 års kejserlig historie i Kina og indledte en lang, ustabil periode ikke blot på nationalt plan, men også for mange områder af folkets hverdag. Politisk og økonomisk tilbageståenhed virkede sammen med udbredt kritik af den kinesiske kultur og skabte tvivl om fremtiden. Kinas omtumlede historie efter omstyrtelsen af Qingdynastiet kan delvis ses som et forsøg på at forstå og genoptage væsentlige sider af den historiske kultur og sammenføje den med vigtige nye ideer, som har nået landet i løbet af det seneste århundrede. Qingdynastiet er kilden til vigtige dele af denne storslåede kultur, men de ydmygelser, det måtte tåle, giver stadig grund til eftertanke.

## Manchuinvasionen
Manchuere var en folkegruppe, som nedstammede fra det tungusiske Jurchen-folk, som i sin tid havde grundlagt Jin-dynastiet, efterfølgerdynastiet efter Liao- og den nordlige halvdel af Song-dynastiet i Nordkina. Manchuerne beboede det område, som senere blev givet navnet Manchuriet, mere nøjagtigt provinserne Heilongjiang, Jilin og Liaoning i Folkerepublikken Kina.
Manchuerne i nord var længe vokset i styrke og havde holdt et interesseret øje med de oprør, som udløste rystelser gennem det store Ming-rige. Da urolighederne var særlig store, sendte de deres invasionshær ind i riget. Til at begynde med blev de holdt stangen ved Den store mur men blev snart sluppet gennem porten i Shanhai-passet af ming-generalen Wu Sangui, som var kommet til, at et forbund med manchuerne var det eneste håb for at nedkæmpe Li Zichengs bondeoprørere, som da truede selve hovedstaden Beijing. Li formåede at vinde magten i Beijing, og den sidste Ming-kejser begik selvmord ved at hænge sig selv i et træ over Den forbudte by. Manchuerne og deres nye allierede general Wu var snart fremme i Beijing og formåede hurtigt at tilføre bondehæren et afgørende nederlag, og i den 6. juni 1644 marcherede de ind i Ming-hovedstaden og gjorde den til residensby for deres egen hersker. De gav deres eget styre navnet Qing. To manchuprinser og general Wu Sangui forfulgte oprørslederen Li Zicheng til Hunan, hvor han blev slået ihjel af bønderne i oktober 1645.
I lister over kinesiske kejsere forekommer tidvis Li Zicheng som den første kejser af Qing-dynastiet. Men dette er fejlagtigt af tre grunde: for det første var han slet ingen manchu men en kinesisk oprører fra Shaanxi, for det andet var hans effektive regeringstid blot på omkring én måned (april-maj 1644), og for det tredje kaldte han selv sit "dynasti" for Shun-dynastiet da han gjorde sig selv til kejser Chuǎng Wáng.

## Magtkonsolideringens første år
Efter erobringen af Beijing gik det ganske let for Qing-styrkerne at erobre størstedelen af det traditionelle kinesiske kulturområde. Modstanden var de fleste steder svag. Kun to områder (Jinshan i Zhejiang og Ganzhou i Jiangxi), og enkelte byer modsatte sig sine nye overherrer. Blandt disse byer var Jiangyin i regionen Jiangnan ved Yangtzeflodens nedre løb. Den gjorde i 1645 nærmest selvmorderisk modstand mod sine belejrere; kampene var blodige med meget stort mandefald, og byen blev fuldstændig ødelagt.
Længere syd på tog modstanden til. Men i løbet af omkring 40 år havde Qing-herskerne nedkæmpet alle styrker loyale over for Ming-riget i deres sidste modstandslommer i det sydlige Kina. Den sidste Ming-prætendent, prins Gui, søgte tilflugt i Burma men blev udleveret til en ekspeditionsstyrke ledet af Wu Sangui og ført tilbage til provinsen Yunan. Der blev han henrettet i begyndelsen af 1662.
Regeringstiden for den første af de egentlige Qing-kejsere, Fulin (Shunzhi, 1643–1661, den niende af Abahais sønner) blev i virkeligheden dirigeret af de to prinsregenter Dorgon og Dsirgalang. Allerede i 1645 indførte de den berømte "kø-ordre", som tvang hankineserne til at gå over til manchuernes hårfrisyre og klædedragt som tegn på, at de underkastede sig de nye styresmagter. For mændene indebar det den "grisehale" ("køen"), som blev til ved, at hele den forreste del af hovedet blev glatbarberet, og håret på baghovedet samledes i en eneste lang grisehale. Ordren stred mod kinesisk skik og konfusiansk etik, som var, at håret ikke skulle klippes. Men kineserne havde intet reelt valg; enten blev håret eller hovedet skåret af.
Under manchuernes 268 år lange styre var "kø-ordren" en årsag til en række oprør. De fleste af de grupper, som kaldes triaderne og som i moderne tid mest associeres med kriminalitet især i Hongkong og i nogen kinesiske miljøer udenlands, har sine rødder tilbage til de hemmelige selskaber, som blev oprettede i 1700-tallet for at genoplive modstanden mod manchuerne.
Desuden forbød man (lige som i Yuan-tiden) ægteskaber mellem kinesere og manchuer. Beijing blev delt i to zoner: En by for manchuerne i nord, og en for kineserne i syd. Indrejse i Manchuriet blev forbudt for hankinesere.
Imidlertid blev forbuddet mod blandingsægteskaber ikke respekteret: især manchu-eliten ignorerede den. Til og med Qing-kejserne kunne vælge sig hankinesere som bihustruer. Kejser Kangxi var søn af et sådant blandingsægteskab. Og todelingen af Beijing var ikke særlig vandtæt. Omkring 1700 var nordbyen over 70 % han-kinesisk.
Allerede efter Dorgons død i 1651 fik kinesiske lærde og embedsmænd større indflydelse på kejseren. Det gav sig mange udslag. Et særlig påtageligt tegn var, at hele tjenerskabet ved kejserpaladset blev kinesisk, at det han-kinesiske sprog blev officielt hofsprog, og at det manchuriske sprog blev fortrængt.
Efter få år forfaldt kejser Fulin til et slags religiøst fantasteri og døde af kopper i en alder af 23 år.

## Velstand og fremgang til1799
Selv om manchuerne koncentrerede magten på sine hænder og lagde sig ud med den hankinesiske befolkning, var de tidlige Qing-kejseres styre fra 1663 til 1796 præget af stor velstand. I denne periode fik Kina tre af sine dygtigste kejsere nogensinde: Kangxi (regerede 1662-1722), Yongzheng (1722-1735) og Qianlong (1735-1796/99).
Qing-kejserne udvidede det kinesiske magtområde til et omfang, det ikke havde haft siden Han-dynastiets dage. Både Mongoliet og Tibet kom ind under kejsernes påvirkning. Bønderne nød godt af mildere beskatning og forbedrede tiltag for kontrol af højvande i floder.

### Kejser Kangxi (1662-1722)
Kangxi-kejseren blev sat på tronen, da han blot var syv år gammel. De første år blev han vejledt i sin gerning af sin bedstemor enkekejserinden Xiaozhuang og et rådgiverkollegium. At regere over Kina var ingen lille opgave for manchuerne. Landets udstrækning tilsagde, at det kun var muligt at oprette garnisoner af manchustyrker i visse nøglebyer. Ud over dem måtte man sætte sin lid til Ming-tropper, som havde overgivet sig.
Tre tidligere Ming-generaler blev som tak for deres bidrag til Qing-styret adlede til feudalfyrster og gjort til guvernører over store områder i Sydkina. Den vigtigste af dem var Wu Sangui, som fik provinserne Yunan og Guizhou. Generalerne Shang Kexi og Geng Zhongming fik henholdsvis Guangdong og Fujian.
Efter nogen år blev disse feudalherrer og deres områder mere og mere autonome. Da Shang Kexi i 1673 ville trække sig tilbage til sin hjemby i Liaodong-provinsen, søgte han om tilladelse til dette hos kejseren, og nominerede sin egen søn til sin efterfølger. Kejseren bevilgede hans embedsfratræden men nægtede at lade feudalherskabet blive arveligt. Som reaktion søgte også de to andre generaler om afsked for at sætte Kangxi på en styrkeprøve; de regnede med, at han ikke ville trodse dem. Men kejseren havde is i maven, bevilgede til deres overraskelse deres fratræden og forordnede, at de tre feudalområder blev tilbageførte til direkte kejserligt styre.
Stillet over for dette valgte Wu Sangui at gøre oprør. Han fik Geng Zhongming og Shang Kexis søn Shang Zhixin med sig. Oprøret varede i 8 år. Da det var på sit højeste, havde oprørerne kontrol over områderne helt op til Chang Jiang-floden. Men til sidst klarede Qing-styret at knuse oprøret og tage kontrol med hele det sydlige Kina. Oprøret er gået ind i kinesisk historie under betegnelsen de tre feudalherrers oprør.
Kangxi tog også imod mange katolske missionærer fra jesuiterordenen, som strømmede ind i Kina i håb om massekonversioner. Kangxi lod dem bo og virke i selve hovedstaden Beijing. Kejseren lod sig selv undervise af jesuitterne. De underviste ham ikke bare om militærstrategi, men også i astronomi, matematik og anatomi.
I 1670 promulgerede han Det hellige edikt med 16 moralske maksimer og forordnede dem læst op to gange i måneden.
Truslene mod Qing-dynastiet kom ikke bare indefra, fra selvrådige feudalherrer. Kejser Kangxi ledede militærekspeditioner mod Tibet, dzungarerne, og senere mod Rusland. Problemet med Rusland var, at kosakkerne havde sat sig fast i området langs floden Amur og begyndt at indkræve en pelstribut fra stammefolkene der. Kangxi gik til angreb og ødelagde byen Albazin. Dermed blev russerne nødsagede til at acceptere Stanovoj-ryggen og floden Argun som grænse i Freden i Nertsjinsk 1689 – efter jesuitternes formidling mellem parterne.
Kangxi bortgiftede sin datter til Khan Gordhun for at afværge en invasion. Gordhuns militære fremstød mod Qing-riget slog fejl, og kejserriget kom styrket ud af det hele. Taiwan blev erobret i 1683 fra Zheng Jings søn, Zheng Ke-Shuang; den førstnævnte (hans bedstefar Koxinga) havde i sin tid erobret øen fra hollænderne. Mod slutningen af 1600-tallet var riget på sit mægtigste siden tidlig under Yuan-dynastiet.

### Kejser Yongzheng (1723-1735)
Yongzheng- og Qianlong-kejserne styrede Qing-riget, da det var på sit mægtigste og største.
Efter Kangxis død i vinteren 1722 overtog hans fjerde søn, Yinzhen, som kejser med kejsernavnet Yongzheng. Kort efter hans død blev jesuitterne udvist til Macao med undtagelse af dem, som var tilknyttet hoffet i Beijing.
Yongzheng-kejseren var en omstridt skikkelse, fordi der gik rygter om, at han var kommet på tronen på uretmæssig vis.
Yongzheng-kejseren var en hårdt arbejdende administrator, som regerede med jernhånd. Hans første større tiltag for at styrke kejsermagten var at restaurere statseksamensystemet til sin oprindelige standard. I 1724 slog han ned på illegale vekslingskurser for mønt, hvilket havde været et virkemiddel for en del embedsmænd, som ville forbedre sin egen indtægt. De som blev fundet skyldige i en sådan møntværdimanipulation blev afsat og i særlig alvorlige tilfælde henrettet.
Yongzheng havde stor tillid til hankinesiske embedsmænd og forfremmede mange af sine favoritter til vigtige stillinger. Nian Gengyao blev gjort til leder af et felttog i Qinghai. Men hans arrogante fremfærd førte til hans fald i 1726. Yongzhengs styre konsoliderede kejsermagten på et hidtil enestående højt niveau, nye områder blev inkorporerede i Qing-rigets nordvestlige dele. Det blev taget hårde skridt mod korruption, og Yongzheng-kejseren oprettede et hovedbefalingscenter, som skulle blive et de facto regeringskabinet. Denne institution skulle bestå i hele resten af Qing-dynastiets tid.

### Kejser Qianlong (1735-1796/99)
Yongzheng døde i 1735. Han blev efterfulgt af sin 24 år gamle søn Hongli, som blev kendt under kejsernavnet Qianlong. Qianlong var en dygtig general, som personlig ledede militærekspeditioner nær Xinjiang og Mongoliet. Optøjer og oprør i Sichuan og dele af Sydkina blev der varigt og vellykket taget hånd om.
Hofkulturen nåede et højdepunkt under Qianlong-kejseren. De ypperste kunstnere og håndværkere blev engagerede i Den forbudte by, og blandt dem var det europæiske jesuitter, hvis kunstneriske færdigheder længe havde været højt skattet af kejserne. En nøglefigur for udformningen af den nye hofæstetik var den italienske jesuitpater Giuseppe Castiglione (1688–1766), som boede i Kina fra 1716 til sin død (kinesisk navn: Lang Shining).
Europæiske handelsmænd kom også med ny styrke i Qianglong-kejserens tid. De første europæiske skibe, som kom til Kina i moderne tid, havde været portugisiske, i 1516, og i 1557 havde de fået fodfæste i Macao. Derefter var der kommet briter, hollændere og spanjoler. Også efter, at Qing-dynastiet kom til magten, havde de alle sammen presset på for at få udvidet deres indpas i Kina. Fremstødene blev til at begynde med ignorerede eller afviste af Qing-styret, men i 1760 blev havnen i Kanton (Guangzhou) åbnet for udenlandsk handel. Den blev tilladt på kinesiske betingelser, og deres system organiserede den under et monopolistisk lav kaldet cohong. Cohonglavet kontrollerede ikke blot hele denne handel men formidlede og forhandlede samtlige fremstød for at få etableret nye handelsaftaler. Således blev de udenlandske handelsmænd holdt på armlængdes afstand fra Beijing. Til at begynde med var handelen klart i kinesisk favør. Europæerne efterspurgte kinesiske varer langt mere end kineserne var interesserede i det, europæerne havde at tilbyde. Men europæerne, som havde etableret sig i disse fjerne farvande, var ikke interesserede i noget nationalt underskud på sine nationers handelsbalancer. Dermed var de optagne af at finde metoder til at balancere sine regnskabsbøger med. Resultatet blev handel med opium.
Efter omkring 40 års ledelse under kejser Qianlong forfaldt Qing-regeringen under en ødelæggende korruption. Embedsmanden Heshen var måske den mest korrupte af alle i hele Qing-tiden. Qianglongs søn kejser Jiaqing (der regerede 1796-1820) tvang ham til sidst til at begå selvmord.

### Kangxi, Yongzheng og Qianlong-kejsernes Kina agterudsejlet af Europa
Et problem med de tre kejseres store dygtighed (Kangxi, Yongzheng og Qianlong) var, at magten blev yderligere centraliseret i deres hænder, og dette var et tveægget sværd så snart, der kom mindre dygtige kejsere på tronen. Som mongolerne før dem blev manchuherskerne mere og mere kinesisk prægede i deres kultur. De tog Ming-dynastiets regeringsmetoder som forbilleder. Det indebar også, at Ming-tidens isolationisme og intellektuelle konservatisme blev videreført. Kina forblev dermed et indadvendt rige, som i liden grad fik del i Europas store teknologiske og videnskabelige gennembrud.

## Opiumhandelen og den første opiumskrig
I 1773 begyndte briterne at sælge opium til kineserne. De britiske opkøb af te, silke og porcelæn lod sig overhovedet ikke opveje af de små mængder af britiske tøjvarer og af krydderier, som de fik solgt i Kina. Men de britiske tiltag for at skabe balance i samhandelen blev ikke værdsatte af Qing-myndighederne. Opiumsafhængigheden gik dramatisk op, og kejseren nedlagde forbud mod opiumshandelen i et skarpt edikt i 1800. Men udlændingene, kinesiske købmænd og korrupte embedsmænd ignorerede forbuddet.
Efter langvarig kejserlig tøven og rådvildhed blev Lin Zexiu, en embedsmand med stor personlig integritet, sendt til Guangzhou i marts 1839 for at få standset den ulovlige opiumshandel én gang for alle. Han handlede hurtigt og resolut, og indkrævede over 20.000 kasser med opium, som briterne havde på lager i byen. Briterne ville ikke give slip på dem, og efter nogen andre episoder fik de mere stridbare elementer i den britiske regering de argumenter, de havde brug for for at udvirke en militær straffeaktion mod Kina.
I 1840 blev en britisk flådestyrke samlet i Macao, og den sejlede så op til Beihes munding, ikke så langt fra Beijing. Den første opiumskrig var et faktum.
For kineserne gik det ikke så godt. Qing-hoffet formåede til at begynde med at holde den første britiske styrke stangen ved at indgå en traktat. Men ingen af parterne holdt sig til aftalens bestemmelser, og de frustrerede briter gik da til angreb på kinesiske stillinger omkring Guangzhou. Kineserne måtte snart give op. I fredstraktaten, som nu blev indgået, måtte de afstå øen Hongkong til den britiske krone, betale seks millioner yuan i krigserstatninger og ophæve alle handelsrestriktioner.
Den rasende Qing-kejser nægtede at anerkende traktaten, som var indgået, og i 1841 drog atter en britisk flådestyrke op langs kysten og erobrede Fujian og det østlige Zhejiang. Kineserne overvurderede katastrofalt deres militære slagkraft på land: efter at briterne var gået i land i Ningbo, gik den kejserlige hær til angreb med underlegen udrustning og inkompetente ledere under et regnvejr – angrebstidspunktet var valgt på grundlag af orakler og varsler. De blev totalt slået af briterne, som derefter holdt sig i ro over vinteren, mens de afventede forstærkninger.
I foråret 1842 sejlede de op ad Jangtsekiang og gjorde kort proces med alle, som forsøgte at standse dem. Da de britiske skibe rettede deres kanoner mod Nanjing, måtte kineserne give sig og undertegnede den ydmygende Nanjing-traktat, der åbnede for britisk opiumhandel i havnebyerne Xiamen (Amoy), Shanghai, Ningbo, Fuzhou og Guangzhou, afskaffede monopolerne for de kinesiske købmandslav (kaldet hong) i disse byer, minimerede importtolden på britiske varer, og gav britiske borgere fuld rejsefrihed i Kina.

## Taipingoprøret
Få år senere udbrød det meget blodige Taipingoprør (1851-1864). Det var en af verdenshistoriens blodigste konflikter. Under denne konflikt mistede muligvis 30 millioner mennesket livet. Opstanden har sit navn efter Taiping Tianguo (Den fuldkomne freds himmelske kongerige), grundlagt af oprørerne. Oprørslederen var Hong Xiuquan, en mystiker som var gået over til kristendommen. Han blev aldrig døbt og prædikede en lære, han selv havde udviklet.
Myndighederne begyndte at forfølge Hongs tilhængere. Det var gnisten, som udløste oprøret. Først begyndte tilhængerne med guerillakrigsføring, efterhånden udviklede det sig til regulær krig. Oprøret tog til i provinsen Guangxi. I august 1851 proklamerede Hong oprettelsen af Den fuldkomne freds himmelske kongerige og sig selv som dets himmelske konge. Oprøret bredte sig nordover med stor hastighed. På vejen voksede hæren til 200.000 mand, og i 1852 erobrede den Wuchang.
Nanjing blev erobret i marts 1853; 30.000 kejserlige soldater faldt, og tusinder af civile døde. Byen blev bevægelsens hovedstad og fik det nye navn Tiānjīng (den himmelske hovedstad). I 1856 var taipingernes hære på omkring én million, næsten lige så mange kvinder som mænd. Hovedstrategien var at erobre de vigtigste byer, konsolidere sig der og så marchere ud i landdistrikterne og møde de kejserlige styrker der. Under det tredje slag om Nanjing (1864) blev over 100.000 dræbt i løbet af tre dage.
På sit højdepunkt omfattede Den fuldkomne freds himmelske kongerige meget af det sydlige og centrale Kina med Nanjing. I nord nåede det op til Tianjing. Men det kontrollerede ingen større havne og kunne derfor ikke håbe på militær hjælp fra udlandet. Erobringen af Nanjing markerede oprørets højdepunkt. Under marchen mod Beijing stødte de på stærke kejserlige styrker og blev tvunget til retræte.
Det gik tilbage fra 1853, da Hong trak sig tilbage fra aktivt lederskab. Han mistede mere og mere af sin dømmekraft og hengav sig stadig til meditation og – hævdes det – til mere sanselige impulser. At bevægelsen ikke formåede at få middelklassen med sig eller få de europæiske magter til at yde støtte bidrog også til, at den tabte fremdrift.
Efter, at fremmarchen mod Beijing slog fejl, var det meste af den senere ekspansion mod vest. De fleste af kampene gjaldt kontrollen over Yangtzedalen. Fra 1860 reagerede Taiping-kongedømmet hurtigere. I begyndelsen af 1864 kontrollerede kejserdømmet det meste. Hong erklærede, at Gud ville forsvare Tianjing, men da kejserhæren nærmet sig i juni, tog han gift. Hans lig blev fundet i en rendesten. Fire måneder før det endelige nederlag havde Hong Xiuquan overladt tronen til sin ældste søn, Hong Tianguifu. Men Hong Tianguifu gjorde intet for at styrke kongedømmet, så det faldt hurtigt fra hinanden, da Nanjing faldt efter blodige kampe fra gade til gade. De fleste Taiping-fyrster blev henrettede af Qing-myndighederne i Jingling ved Nanjing.

## Andre krige og oprør
I samme tidsepoke var der også en række andre oprør: Nianoprøret (1853-1868), og en række muslimske oprør sydvest (1855-1873) og nordvest i Kina (1862-1877). Samtidig måtte Kina kæmpe mod vestlige magter under den anden opiumskrig (1856-1860).
Nianoprøret havde sin baggrund i røverbander (kinesisk: nien = bande) i områderne mellem floderne Chang Jiang og Huai He. Fattigdom og byrdefulde skatter var en bagvedliggende årsag, og der er forskere, som mener, at den kinesiske forkærlighed for drengebørn, som førte til spædbarnsdrab på piger, havde skabt et mandsoverskud, som skabte sociale forhold som sammen med fattigdommen fremmede fremvæksten af bandevæsenet. De "overskydende" på ægteskabsmarkedet var ofte de mest tilpasningsudygtige af lavstatusmændene. Oprøret var for det meste afgrænsede til Henan og Anhui, og til dels Shandong. Fordi Taipingoprøret udgjorde den større fare, satte Qing-dynastiet ikke nok styrker ind til at hamle op med Nianoprørerne. Det var først i 1868, at oprørerne måtte give op.

## Nedgangstider
I årene efter opiumskrigene og Taipingoprøret trængte de fremmede magter endnu dybere ind i Kina. Qing-styret blev mere og mere svækket, og bøndernes levekår blev værre og værre.
I 1861, da Qing-Kina havde behov for en handlekraftig kejser mere end nogensinde, besteg den seks år gamle Puyi tronen som Guangxu-kejseren. Den virkelige magt forblev imidlertid på den tidligere konkubine enkekejserinden Wu Cixi. Hun så reformer og moderniseringer som trusler mod Qing-styrets stabilitet. Med dette som ledetråd præsiderede hun over en 48 år lang og uafvendelig nedgangstid, mens rigets sammenføjninger smuldrede hen.
Noget af det første, som gik tabt, var Kinas udenlandske kolonier eller lydriger. Kina havde i lange tider et slags overherredømme over det indokinesiske område, altså det som i dag er Vietnam, Laos og Cambodja. Men den fransk-kinesiske krig (1883-1885) betød afslutningen på det. Briterne okkuperede Burma, et andet område som kineserne havde et slags overherredømme over. Som følge av den første kinesisk-japanske krig kunne Japan fravriste kineserne kontrollen over Korea og få det til at afstå Formosa (Taiwan – indtil da en del af provinsen Fujian). Japanerne kunne også sikre sig Liaoninghalvøen og briterne, franskmændene og tyskerne sikrede sig en række koncessionsområder op og ned langs kysten og indrettede sig indbyrdes med interessesfærer for ikke at træde på hinandens tæer. I 1898 var de europæiske magter rede til at foretage en mere formel opdeling af Kina indbyrdes. Når det ikke blev noget af det, skyldtes det ikke Qing-regimet, men USA: Amerikanerne fik gennemført Den åbne dørs politik som indebar en generel åben dør for enhver nations handelsinteresser overalt i Kina.
På det økonomiske område gik det katastrofalt dårligt for Qing-styret. Kina havde stor national gæld over for vestmagterne og Japan, og begyndte at forøge skattene. Dette forværrede bøndernes allerede elendige levevilkår. De udenlandske skibe, som engagerede sig i kysthandelen, udkonkurrerede næsten helt de kinesiske djunker. Udlændinge byggede jernbanenet og telegrafnet og begyndte minedrift og byggede jernværker. Landet blev udbyttet; kun lidt af værdiskabningen kom kineserne til gode. Missionærer ankom i stort antal, hvilket førte til, at kineserne følte, at deres traditionelle sociale struktur med dens lære blev truet. Mange hjemvendende kinesiske udenlandsstudenter tog med sig vestlige ideer og værdier, og var stærkt kritiske over for manchustyret.
I 1881 besluttede man at gøre en kraftanstrengelse for at styrke landet (selvstyrkningsbevægelsen). Der blev bygget flådebaser, arsenaler og anlagt nye jernbanelinjer. Den moderne kinesiske hær blev til, men den havde ingen chance, da den skulle forsvare sig mod japanerne i 1890'erne.
Qing-hoffet satte da sin lid til den unge kejser Guangxu, som var blevet påvirket af den vigtige kinesiske reformator Kang Youwei. I 1898 igangsatte hoffet det, som skulle blive kendt som Hundredagesreformen. Den afviste tankegangen, som drev selvstyrkningsbevægelsen, som lagde til grund den overleverede kinesiske visdom for enhver applikation af vestlige impulser. Kang Youwei og hans allierede kontrollerede hoffet i 103 dage og udstedte det ene dekret efter det andet i kejserens navn. Men eksperimentet slog fejl. Enkekejserinden afviste det og greb magten ved et statskup i 1898, og fik de ansvarlige arresterede. Seks af dem blev henrettede. Kang Touwei flygtede, den unge kejser fik husarrest, og reform-dekreterne blev ophævede.
Denne resolutte indgriben mod moderne reformer førte Qing-regimet nærmere sit sammenbrud. Så fulgte bokseroprøret, som også trak i samme retning.

## Bokseroprøret
Bokseroprøret (1898–1901) var et oprør mod vestlig politisk og kommerciel indflydelse. Oprørets anførere, "Selskabet af de retfærdige og harmoniske knytnæver" var en halvreligiøs anti-kristen og anti-udenlandsk gruppe, med stiltiende samtykke fra fra en mægtig fraktion ved kejserhoffet, en fraktion som i vigtige perioder dominerede over de informationer, enkekejserinden fik. Efter som regeringen selv var et fremmedstyre (manchuer i stedet for kinesere), var det også en selvopholdelsesdrift involveret i at tillade oprøret at udvikle en brod mod de udenlandske fremmede. Mange ville fjerne alle udlændinge fra kinesisk jord, og troede, som følge af en del ritualer, de gennemgik, at de var usårlige for kugler. Navnet boksere hænger sammen med den form for kampøvelser, de gik ind for.
Bokserne kunne have været en langt mere slagkraftig gruppe, end den blev, hvis den havde haft et organiseret lederskab. Men de voksede gradvis i antal, og i 1900 begyndte de at gøre sig gældende i byerne Beijing og Tianjin, og gik til angreb på udlændinge og på kinesere, som havde konverteret til kristendommen. Det kejserlige hof var fortsat vaklende: mange støttede at udlændinge blev ramte men frygtede konsekvenserne.
Efter drabet på den tyske gesandt baron Klemens von Ketteler den 20. juni 1900, fattede Qing-regeringen sin beslutning: den kom med en krigserklæring mod de udenlandske magter. Den moderniserede Qing-hær holdt sig uden for eller optrådte tilbageholdende, hvilket gjorde, at udlændingene kunne holde sig barrikaderede i legationskvarteret i Beijing fra juni til august. I august kom en international styrke på 20.000 mand dem til undsætning; senere voksede de allierede styrker til 45.000. Otte-nationers-alliancen bestod af Frankrig, Italien, Japan, Rusland, Storbritannien, Tyskland, USA og Østrig-Ungarn. Bokserne havde ingen chance. Enkekejserinden flygtede til Xi'an med sit hof.
Også de endnu flere belejrede i området omkring den katolske Beitangkirken i Beijing klarede sig indtil, at undsætningen ankom, men der havde angrebene været mere målbevidste, og tabene og lidelserne større.
Den 7. september 1901 måtte kineserne underskrive Bokserprotokollen, som bestemte, at de blandt andet måtte betale 333 millioner dollar. Desuden fik udenlandske missionærer og forretningsfolk igen fri adgang i landet. Men fremmedmagterne lod enkekejserinden Cixi beholde sin position, fordi de antog, at et kraftig svækket Qing-regime var at foretrække frem for ethvert styre, som ville komme i dets sted. Under oprøret havde 230 udlændinge mistet livet, mens tusinder af kinesiske kristne var blevet dræbte. Under straffekampagnerne efter Otte-nationers-alliancens indmarch mistede et endnu højere antal for det meste helt almindelige kinesere livet.

## Qing-dynastiets fald

### Halvhjertede reformtiltag
Efter det mislykkede bokseroprør indså også enkekejserinden, at Kina var for svag til at kunne overleve uden reformer. Men det hjalp bare så lidt: selv, om man afskaffede de embedsmandseksamener, som var blevet anakronistiske (de kredsede om årtusinder gamle konfusianske embedsmandskrav), var andre reformer bare juks.
Desuden var der opstået et antal hemmelige selskaber, som havde som mål at styrke Qing-dynastiet, og mange af dem havde stærke forgreninger i blandt udenlandskinesere og var således bedre beskyttede mod myndighedernes modtræk.

### Ustabilitet efter enkekejserindens død
I 1908 døde både enkekejserinden og Guangxu-kejseren. Den blot to år gamle Puyi, søn af Zaifeng (prins Chun), besteg kejsertronen; Zaifeng blev regenten og førte regeringen. Dette blev fulgt af at general Yuan Shikai blev frataget sine tidligere magtpositioner. Qing-regeringen var meget svækket og uden stabilt lederskab. I 1911 oprettede Zaifeng "det kejserlige familiekabinet", et regeringsråd sammensat næsten udelukkende af Aisin Gioro-slægtninge. Det udløste stærk kritik fra ledende embedsmænd.
De to begivenheder, som udløste det endelige sammenbrud, var jernbanebeskyttelsesbevægelsen og Wuchang-opstanden i 1911. Wuchang-opstanden skete den 10. oktober og blev fulgt af Xinhai-revolutionen.

### Xinhai-revolutionen
Der blev proklameret en separat centralregering for det, som blev kaldt Republikken Kina, med Sun Yat-sen som provisorisk præsident. Den fik sæde i Nanjing, som var kommet under de republikanske oprøreres kontrol. En række provinser gik over til den nye regering.
Stillet over for det gjorde Qing-regeringen general Yuan Shikai til øverstkommanderende. Han tog styringen med sin Beiyang-hær for at knuse republikanerne. Han blev statsminister og oprettede sit eget kabinet og krævede, at Zaifeng trådte tilbage fra sit regenthverv. Det skete med støtte fra enkekejserinde Longyu.
Efter at Zaifeng var borte, kunne Yuan Shikai og hans Beiyang-kommandanter dominere Qing-styret. Han mente, at en krig ville både være ufornuftig og kostbart, ikke mindst fordi Qing-regeringens mål var et konstitutionelt monarki. Samtidigt ønskede Sun Yat-sens oprørsregering en republikansk konstitutionel reform. Begge parter ønskede at fremme Kinas økonomi og folkets levekår.
Med enkekejserinde Longyus samtykke indledte Yuan forhandlinger med Sun, som bestemte sig for at, hovedmålet måtte være at få indført et republikansk styre og at tillade Yuan at blive dens første regulære præsident. Efter flere forhandlingsrunder udstedte Longyu et kejserligt edikt, som forordnet barnekejseren Xuantong-kejserens (Puyis) abdikation.

## Kejsere i Qingdynastiet
- 1616-1626: Nurhaci; fødenavn: Nurhaci; manchurisk navn: Abkai fulingga (ingen kejserværdighed)
- 1626-1643: Hong Taiji; fødenavn: Hong Taiji; manchurisk navn (1): Abkai sure (1627-1636); manchurisk navn (2): Wesihun erdemungge (1636-1643) (ingen kejserværdighed)
- 1643-1661: Shunzhi; fødenavn: Fu-lin; manchurisk navn: Ijishūn dasan
- 1661-1722: Kangxi; fødenavn: Xuan-ye; manchurisk navn: Elhe taifin
- 1722-1735: Yongzheng; fødenavn: Yin-zhen; manchurisk navn: Hūwaliyasun tob
- 1735-1796 (død i 1799): Qianlong; fødenavn: Hong-li; manchurisk navn: Abkai wehiyehe
- 1796-1820: Jiaqing; fødenavn: Yong-yan; manchurisk navn: Saicungga fengšen
- 1820-1850: Daoguang; fødenavn: Min-ning; manchurisk navn: Doro eldengge
- 1850-1861: Xianfeng; fødenavn: Yi-zhu; manchurisk navn: Gubci elgiyengge
- 1861-1874: Tongzhi; fødenavn: Zai-chun; manchurisk navn: Yooningga dasan
- 1874-1908: Guangxu; fødenavn: Zai-tian; manchurisk navn: Badarangga doro
- 1908-1912 (død i 1967): Pu-yi; fødenavn: Pu-yi også kendt som Henry; manchurisk navn: Gehungge yoso